# Eurycotis decipiens
Eurycotis decipiens es una especie de cucaracha del género Eurycotis, familia Blattidae, orden Blattodea.

## Distribución
Se distribuye por América: Trinidad y Tobago.

## Taxonomía
Fue descrita por Kirby, W. F. en 1903 y publicada en Kirby, W. F. 1903. Notes on Blattidae &c., with descriptions of new genera and species in the collection of the British Museum, South Kensington. No. III. Annals and Magazine of Natural History (Ann. Mag. nat. Hist.) 7 12:373-381.